# MLOps

MLOps és el conjunt de pràctiques a la intersecció de Machine Learning, DevOps i Data Engineering

MLOps o ML Ops és un paradigma que pretén desplegar i mantenir models d'aprenentatge automàtic en producció de manera fiable i eficient. La paraula és un compost d'"aprenentatge automàtic" i la pràctica de lliurament contínua (CI/CD) de DevOps en el camp del programari. Els models d'aprenentatge automàtic es posen a prova i es desenvolupen en sistemes experimentals aïllats. Quan un algorisme està a punt per ser llançat, MLOps es practica entre científics de dades, DevOps i enginyers d'aprenentatge automàtic per fer la transició de l'algorisme als sistemes de producció. De manera similar als enfocaments DevOps o DataOps, MLOps busca augmentar l'automatització i millorar la qualitat dels models de producció, alhora que se centra en els requisits empresarials i reglamentaris. Tot i que els MLOps van començar com un conjunt de bones pràctiques, lentament està evolucionant cap a un enfocament independent de la gestió del cicle de vida de l'ML. MLOps s'aplica a tot el cicle de vida, des de la integració amb la generació de models (cicle de vida del desenvolupament de programari, integració contínua/entrega contínua), l'orquestració i el desplegament, fins a la salut, el diagnòstic, la governança i les mètriques empresarials.

## Definició
MLOps és un paradigma, que inclou aspectes com les millors pràctiques, conjunts de conceptes, així com una cultura de desenvolupament pel que fa a la conceptualització, la implementació, el seguiment, el desplegament i l'escalabilitat d'extrem a extrem dels productes d'aprenentatge automàtic. Sobretot, és una pràctica d'enginyeria que aprofita tres disciplines que contribueixen: aprenentatge automàtic, enginyeria de programari (especialment DevOps) i enginyeria de dades. MLOps té com a objectiu la producció de sistemes d'aprenentatge automàtic salvant la bretxa entre el desenvolupament (Dev) i les operacions (Ops). Essencialment, MLOps pretén facilitar la creació de productes d'aprenentatge automàtic aprofitant aquests principis: automatització CI/CD, orquestració del flux de treball, reproductibilitat; versionar dades, model i codi; col·laboració; formació i avaluació contínua en ML; seguiment i registre de metadades de ML; seguiment continu; i bucles de retroalimentació.

## Història
Els reptes de l'ús continu de l'aprenentatge automàtic a les aplicacions es van destacar en un document de 2015. El creixement previst de l'aprenentatge automàtic incloïa una duplicació estimada dels pilots i implementacions ML del 2017 al 2018, i de nou del 2018 al 2020. Els MLOps van començar ràpidament a guanyar tracció entre els experts en IA/ML, les empreses i els periodistes tecnològics com a solució que pot abordar la complexitat i el creixement de l'aprenentatge automàtic a les empreses.
Els informes mostren que la majoria (fins a un 88%) de les iniciatives d'aprenentatge automàtic corporatiu tenen dificultats per superar les etapes de prova. Tanmateix, les organitzacions que realment van posar en producció l'aprenentatge automàtic van veure un augment del marge de beneficis del 3 al 15%. El mercat MLOps es va estimar en 23.200 milions de dòlars el 2019 i es preveu que arribi als 126.000 milions de dòlars el 2025 a causa de la ràpida adopció.

## Arquitectura
Els sistemes d'aprenentatge automàtic es poden classificar en vuit categories diferents: recollida de dades, processament de dades, enginyeria de funcions, etiquetatge de dades, disseny de models, entrenament i optimització de models, desplegament de punts finals i supervisió de punts finals. Cada pas del cicle de vida de l'aprenentatge automàtic es construeix en el seu propi sistema, però requereix interconnexió. Aquests són els sistemes mínims que necessiten les empreses per escalar l'aprenentatge automàtic dins de la seva organització.

## Objectius
Hi ha una sèrie d'objectius que les empreses volen assolir mitjançant els sistemes MLOps que implementen amb èxit ML a tota l'empresa, com ara:
- Desplegament i automatització
- Reproductibilitat de models i prediccions
- Diagnòstic
- Govern i compliment normatiu
- Escalabilitat
- Col·laboració
- Usos comercials
- Seguiment i gestió

Una pràctica estàndard, com ara MLOps, té en compte cadascuna de les àrees esmentades anteriorment, cosa que pot ajudar les empreses a optimitzar els fluxos de treball i evitar problemes durant la implementació.
Una arquitectura comuna d'un sistema MLOps inclouria plataformes de ciència de dades on es construeixen models i els motors analítics on es realitzen càlculs, amb l'eina MLOps que orquestrat el moviment de models d'aprenentatge automàtic, dades i resultats entre els sistemes.